# Johann Caspar Schröder
Johann Caspar Schröder, auch Johannes Caspar Schröder, lateinisch Joannes Casparus Schroederus (* 1695; † 1759) war ein niederländischer Altphilologe.
Schröder war Lehrer an der Lateinschule zu Breda und Rektor an den Gymnasien in Middelburg, Utrecht und Delft. Von ihm stammen verschiedene Ausgaben altsprachlicher Schulautoren (Cicero, Seneca tragicus, Epiktet).

## Schriften (Auswahl)
- L. Annaei Senecae Tragoediae cum notis integris Johannis Frederici Gronovii, … Omnia recensuit; … Ipsum vero Auctoris Syntagma cum MS. Codice contulit Joannes Casparus Schröderus. Apud Adrianum Beman, Delphis 1728, Digitalisat, weiteres Digitalisat, drittes Digitalisat.
- Epicteti Enchiridium una cum Cebetis Thebani Tabula Graece et Latine cum Notis Wolfii, Casauboni, Caselii & aliorum, quibus accedit Graeca Enchiridii paraphrasis, lacunis omnibus, Codicis Medicei ope a Jacobo Gronovio repletis recensuit, & … illustravit Joannes Casparus Schröderus. Apud Adrianum Beman, Delphis 1723, Digitalisat.
- Catalogus Bibliothecae Collegii Literarii Gymnasii Delphensis. Apud Adrianum Beman, Delphis 1721, Digitalisat.
- Marci Tullii Ciceronis epistolarum selectarum libri tres. ... Textum recensuit notisque illustravit Casparus Schröderus. Apud P. de Coup, Amstelodami 1709; weiterer Druck: Delphis Batavorum, 1721.
  - Zweite Auflage: Marci Tullii Ciceronis epistolarum selectarum libri tres quos denuo recensuit et notis auxit J. C. Schroeder. Accedunt eiusdem animadversiones in emendationes Cl. Vir. Richardi Bentleii ad Ciceronis disputationes Tusculanas a Davisio illustr. Trajecti ad Rhenum, 1739.
- De prospero victoriarum cursu, quem ad Danubium, tum alibi, sociae Britannorum, Batavorum Germanorumque copiae, brevissimo temporis spatio confecerunt, proxima aestate hujus labentis anni M D CC IV. Oratio, habita Medioburgi, auctoritate publica, in Illustris Gymnasii auditorio, pridie indictam supplicationem. Apud Bartolomeum de Later, Medioburgi 1704, Digitalisat.